# Bartolomé Ferrá y Perelló
Bartolomé Ferrá y Perelló (Palma de Mallorca, 1843-Palma de Mallorca, 1924) fue un escritor, arqueólogo y maestro de obras español.

## Biografía
Nació en Palma de Mallorca en 1843. Poeta, autor dramático y maestro de obras de arquitectura, fue director del semanario Mallorca Dominical (1898), colaborador de publicaciones periódicas como La Última Hora de Palma (1809), Museo Balear y Revista Balear, y fundador de La Ignorancia junto con Mateo Obrador, además de director del Museo Arqueológico Luliano. Fallecido el 1 de octubre de 1924 en su casa de Son Roca, fue hijo de Miquel Ferrà Font y padre de Miquel Ferrà i Juan.